# Ulee Kareung (Indrapuri)
Ulee Kareung is een bestuurslaag in het regentschap Aceh Besar van de provincie Atjeh, Indonesië. Ulee Kareung telt 158 inwoners (volkstelling 2010).